# Studio Chevojon

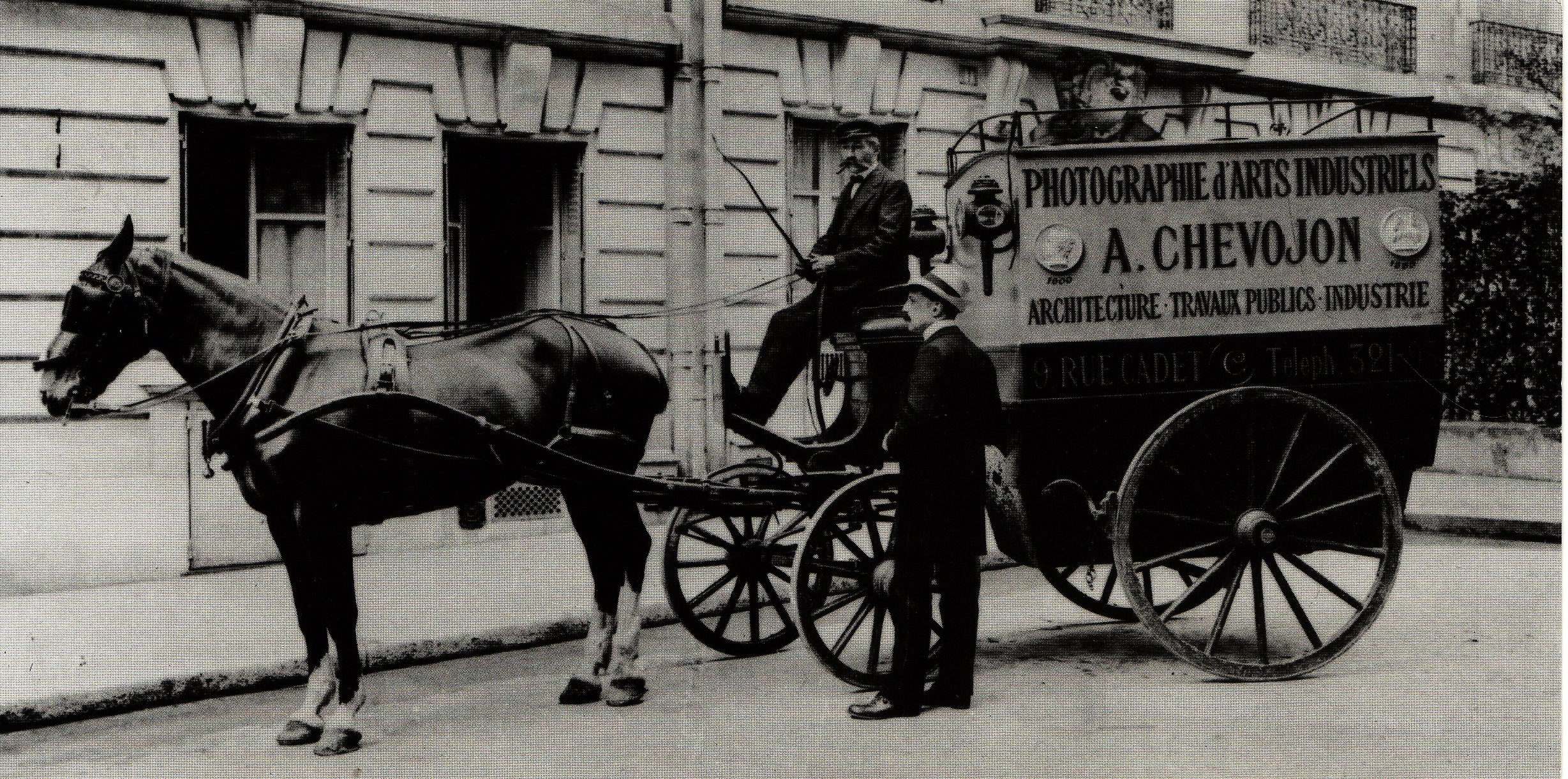
L'hippomobile « Photographie d'arts industriels » utilisée par Albert Chevojon.

Créé à la fin du XIXe siècle, le Studio Chevojon, situé à Paris, est une agence photographique spécialisée dans le reportage industriel, la photographie d'architecture et les décors filmographiques. Au fil des années, la quantité et la qualité des photographies réalisées placent le Studio Chevojon parmi les grands photographes tels que Robert Doisneau, Izis, Man Ray, Elliott Erwitt ou Michael Kenna.  Outre le travail photographique des innovations architecturales, de la construction des lignes de métro ou bien des archivages divers, la réalisation esthétique des photos, avec leurs angles, les gros plans ou des panoramiques, par le Studio Chevojon incarne la modernité urbaine qui marquait tant la sensibilité de Guillaume Apollinaire et Blaise Cendrars. On lui a consacré un catalogue à la Maison de la Villette (Parc de la Villette) en 1994-95, et des expositions au Louvre des Antiquaires ou bien à la galerie des bibliothèques de la ville de Paris en 2010.

## Histoire
En 1861, Louis-Émile Durandelle (1839-1917) et Hyacinthe-César Delmaet (1828-1862) créent un atelier photographique à Paris, l'atelier de photographie Delmaet et  Durandelle dont l'activité principale est la reproduction artistique industrielle et commerciale,. Paul-Joseph-Albert Chevojon (1865-1925), entré comme opérateur-tireur, rachète le fonds de commerce en 1886, le matériel et les archives photographiques — soit dix mille plaques photographiques — dont celles de la construction de l'opéra Garnier —, et renomme l'entreprise « Studio Chevojon ». Il poursuit l'activité en installant ses chambres photographiques près des grands chantiers parisiens de rues et de bâtiments entrepris par des sociétés renommées comme Moisant-Laurent-Savey et Cie (gare de Lyon, Grand Palais), Baudet-Donon, Ernest Pantz, Laloux (quai d'Orsay). 
Après une association de 1903 à 1907 avec son cousin Jean-Baptiste Dufour, Albert Chevojon se consacre à cinq secteurs d'activité : architecture et travaux publics, usines et leurs ateliers, infrastructures de la Compagnie des chemins de fer de Paris à Lyon et à la Méditerranée (PLM), châteaux, demeures, parcs et jardins, et enfin, petites industries (joaillerie, dentelle, etc.). Le Studio possède 40 000 photographies en archive vers 1907. On doit à Albert Chevojon ses photos des rues parisiennes durant la crue de la Seine de 1910. Outre les photos de paquebots transatlantiques comme le Paris en 1921, le Normandie en 1932 entre autres à la demande de la  Compagnie générale transatlantique ainsi que le France,, il se consacre également à la commande de photographies de petits artisans — comme leur façade —  ou des petits travaux comme la reproduction d'autographes, de pièces d'assurances ou de constats.
En 1937, lors de l'exposition internationale des arts et des techniques de Paris, André Granet fait appel aux services du Studio notamment pour certains clichés du feu d'artifice Ruggieri tiré à la tour Eiffel et également de son illumination, ainsi que le photographe franco-slovaque François Kollar qui demande au Studio de 2 à 3 000 m2 d'agrandissements photographiques afin de réaliser la frise en photo-montage du  pavillon de la photographie, du cinéma et de la phonographie,.
Après la Seconde Guerre mondiale, malgré une forte reprise de travail, la situation des photographes reste précaire et la plupart travaillent en indépendant — ce qui était à l'époque mal apprécié — auprès d'agences de presse ou de studios tels que Harcourt, Sam Lévin, Lipnitzki ou Chevojon. Le Studio réalise des photos qui étaient jointes dans les demandes d'indemnisation pour dommages de guerre afin d'illustrer le rapport d'expertise.
Une autre activité du Studio Chevojon a été la conception de décors pour le cinéma et la télévision dans la réalisation d'agrandissements à très grande échelle de photographies.
François Kollar ou bien Pierre Pigeon (1915-1998) un des pionniers du tirage couleur,, travailleront pour le Studio Chevojon.

## Fonds Studio Chevojon
En 1994, les nouveaux gestionnaires du Studio Chevojon projettent de faire une donation du fonds photographique à la Mission du patrimoine photographique /  Direction générale du patrimoine qui en entreprend l'inventaire. Mais les fonds resteront finalement la propriété du studio après changement de décision en 1995. C'est à cette époque qu'une exposition, Le Studio Chevojon, 130 ans de photographies inédites, est présentée à la Maison de la Villette à Paris (29 octobre 1994 - 29 janvier 1995), dans le cadre du Mois de la photo. Un ouvrage est édité à cette occasion aux éditions Créaphis (voir ci-après). Des plaques de verre d'architecture sont aussi cédées au centre d'archives de l'Institut français d'architecture (IFA).

## Iconographie

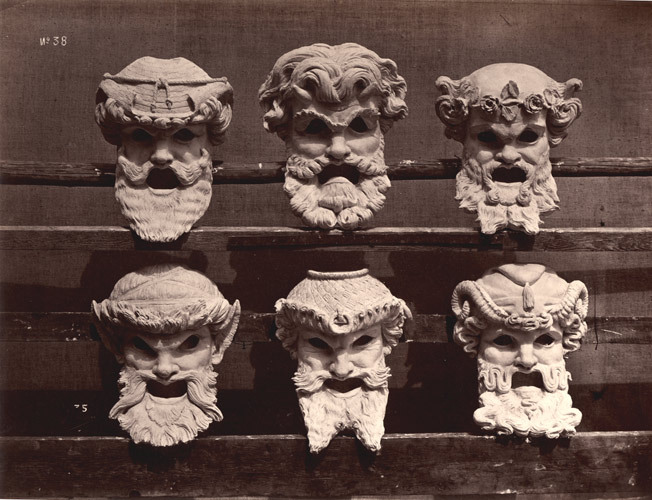
Sculptures ornementales destinées à l'Opéra Garnier. Photographie par Durandelle, fonds Chevojon
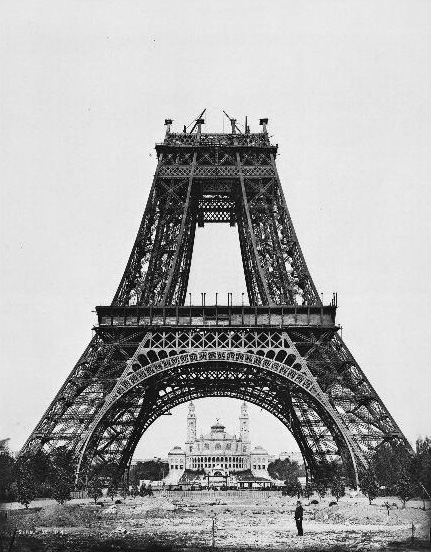
Construction de la tour Eiffel. Photographie par Durandelle, fonds Chevojon
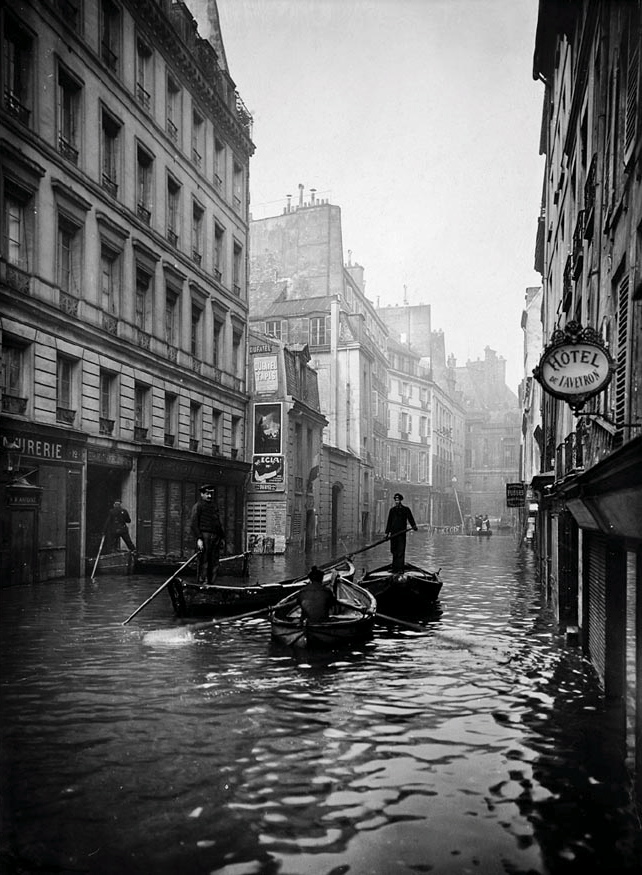
Une rue de Paris inondée par la crue de 1910. Photographie d'Albert Chevojon
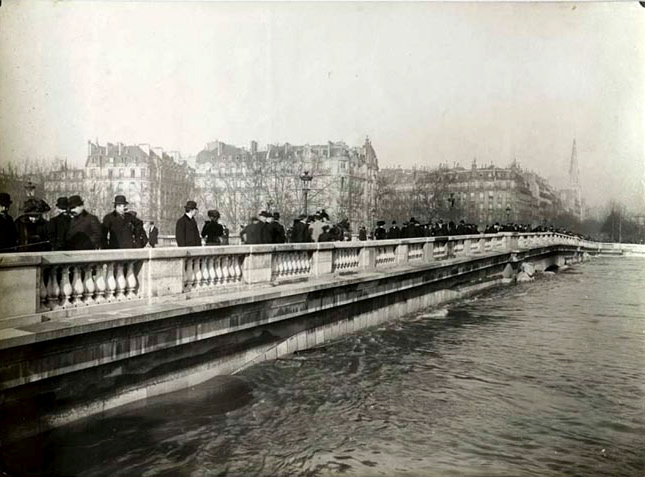
La Seine déborde lors de la crue de 1910. Photographie d'Albert Chevojon